# Керк-Авезат
Керк-Авезат (нід. Kerk-Avezaath) — село в нідерландській провінції Гелдерланд. Входить до муніципалітету Бюрен, утім його частина, близько 60 будинків, адміністративно відноситься до муніципалітету Тіл.
Перша згадка про село датується 850-м роком, коли його назвою було Auansati, тобто «церква біля будинку Аво».

## Галерея

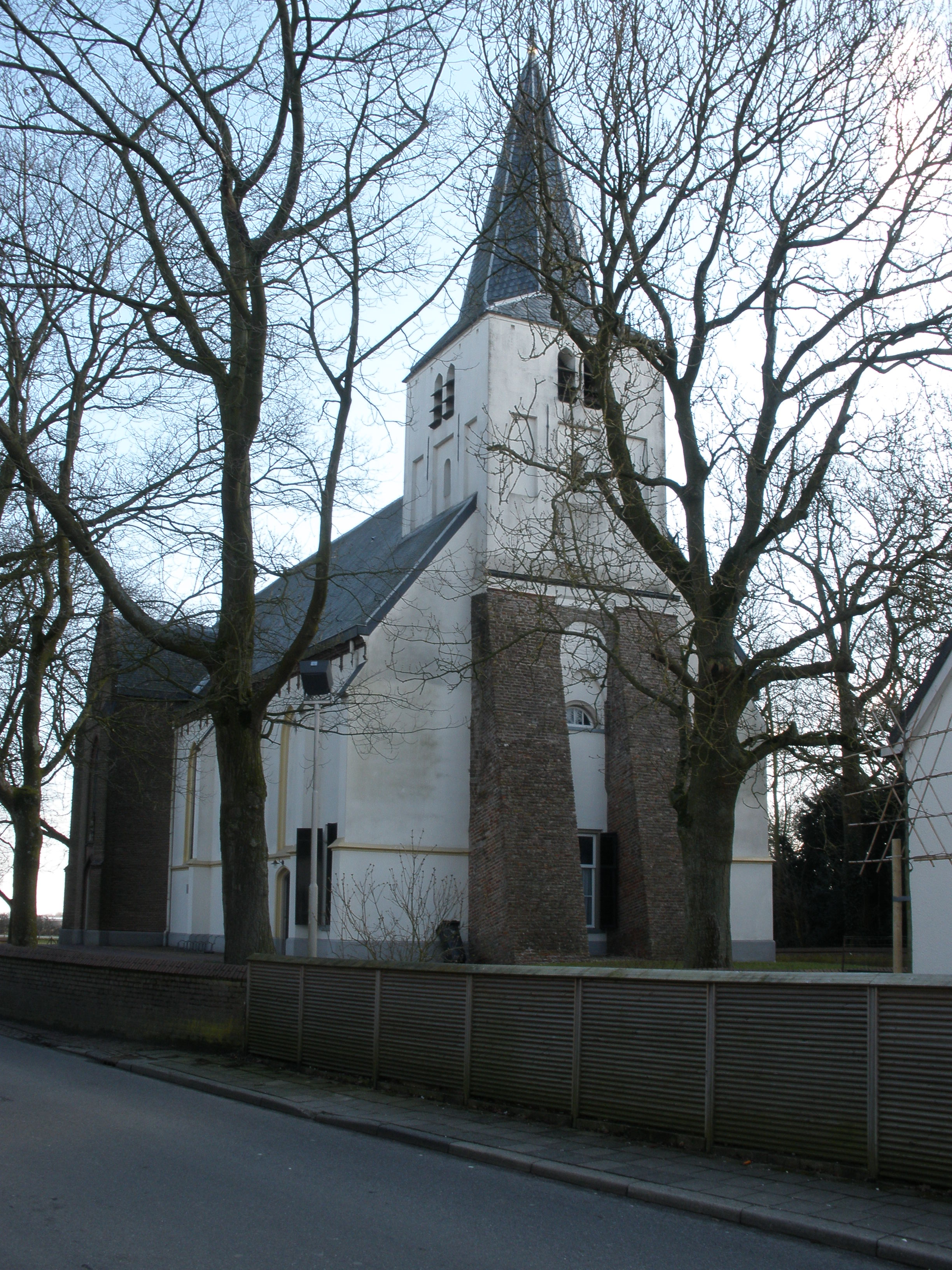
Церква св. Ламбертуса
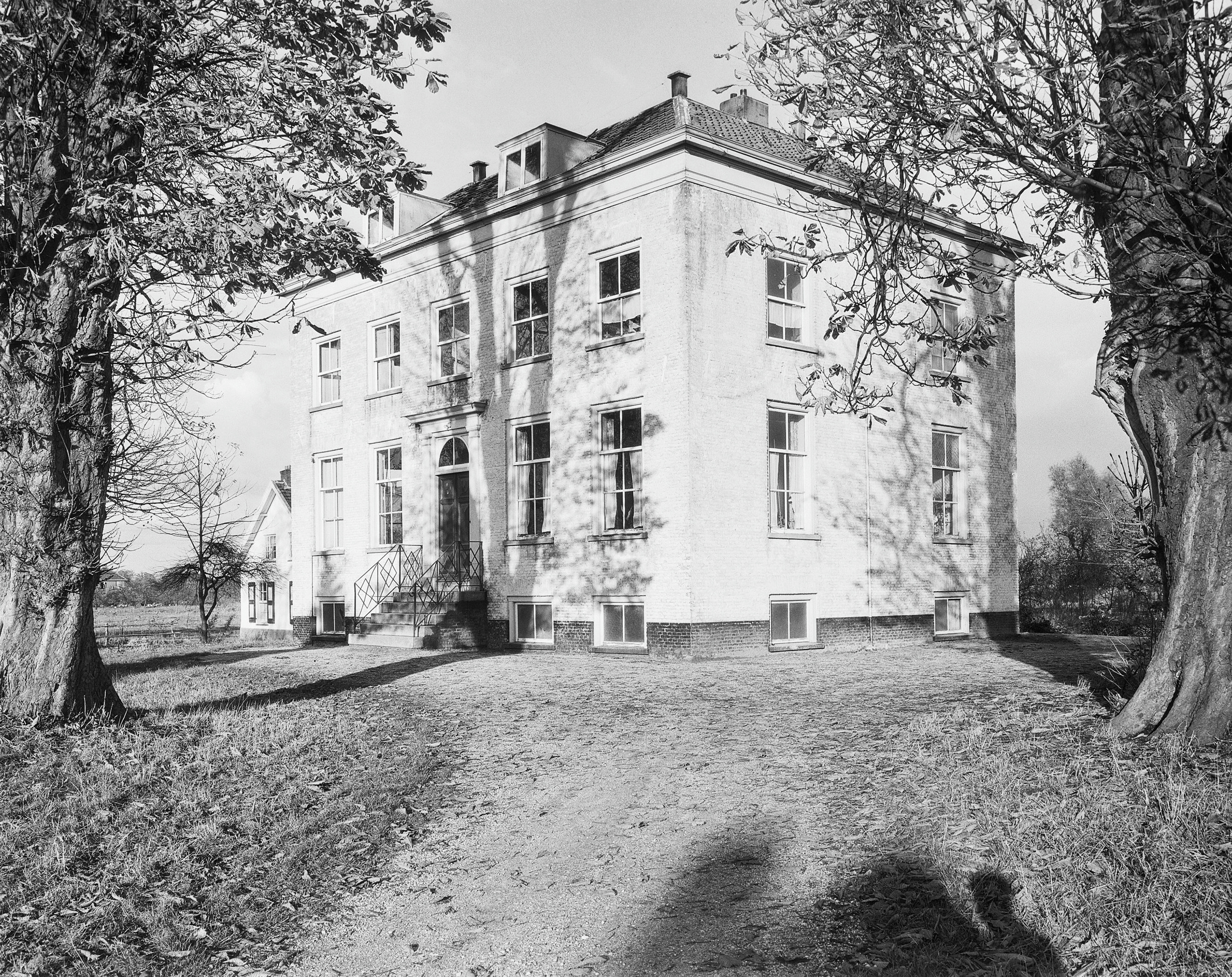
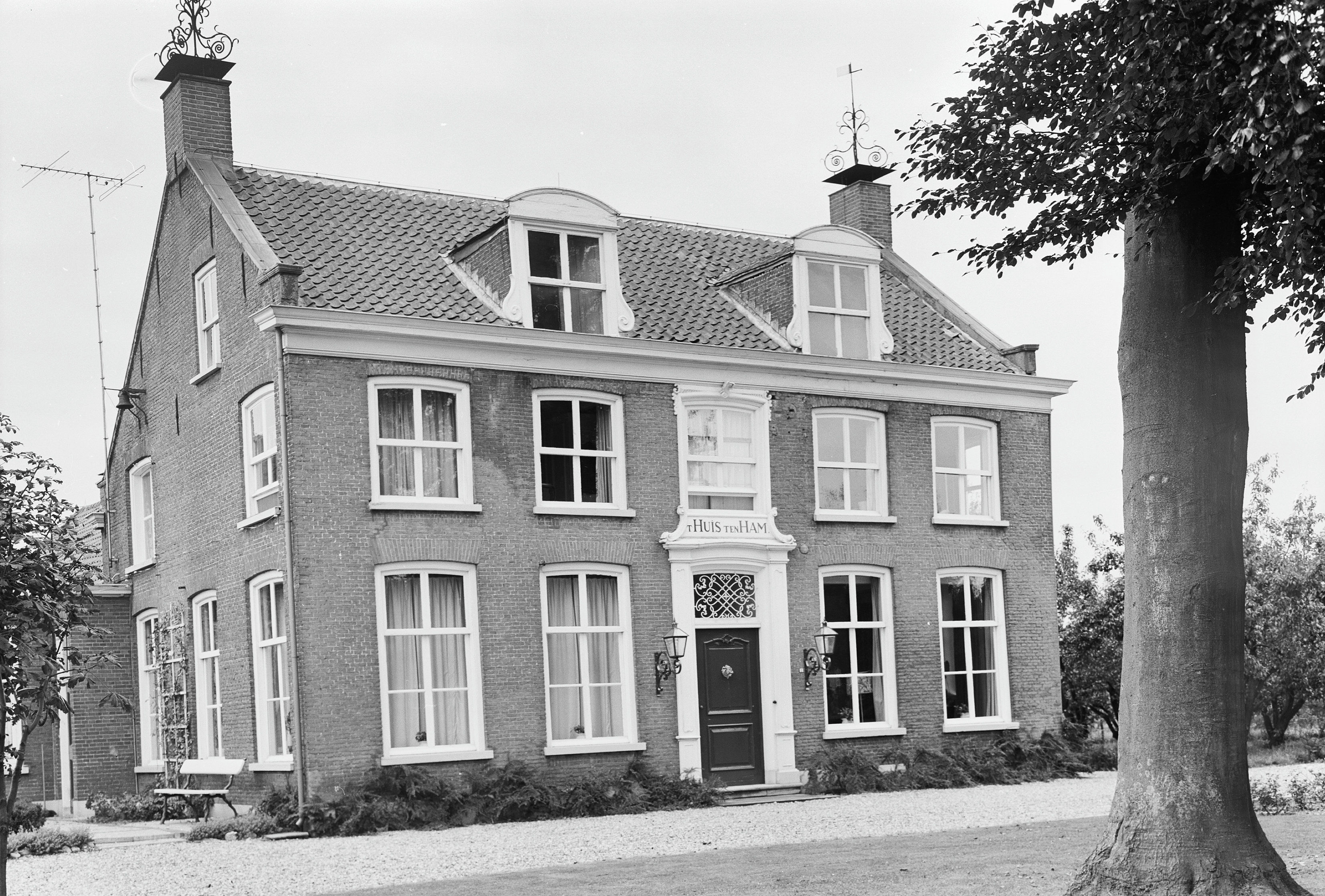
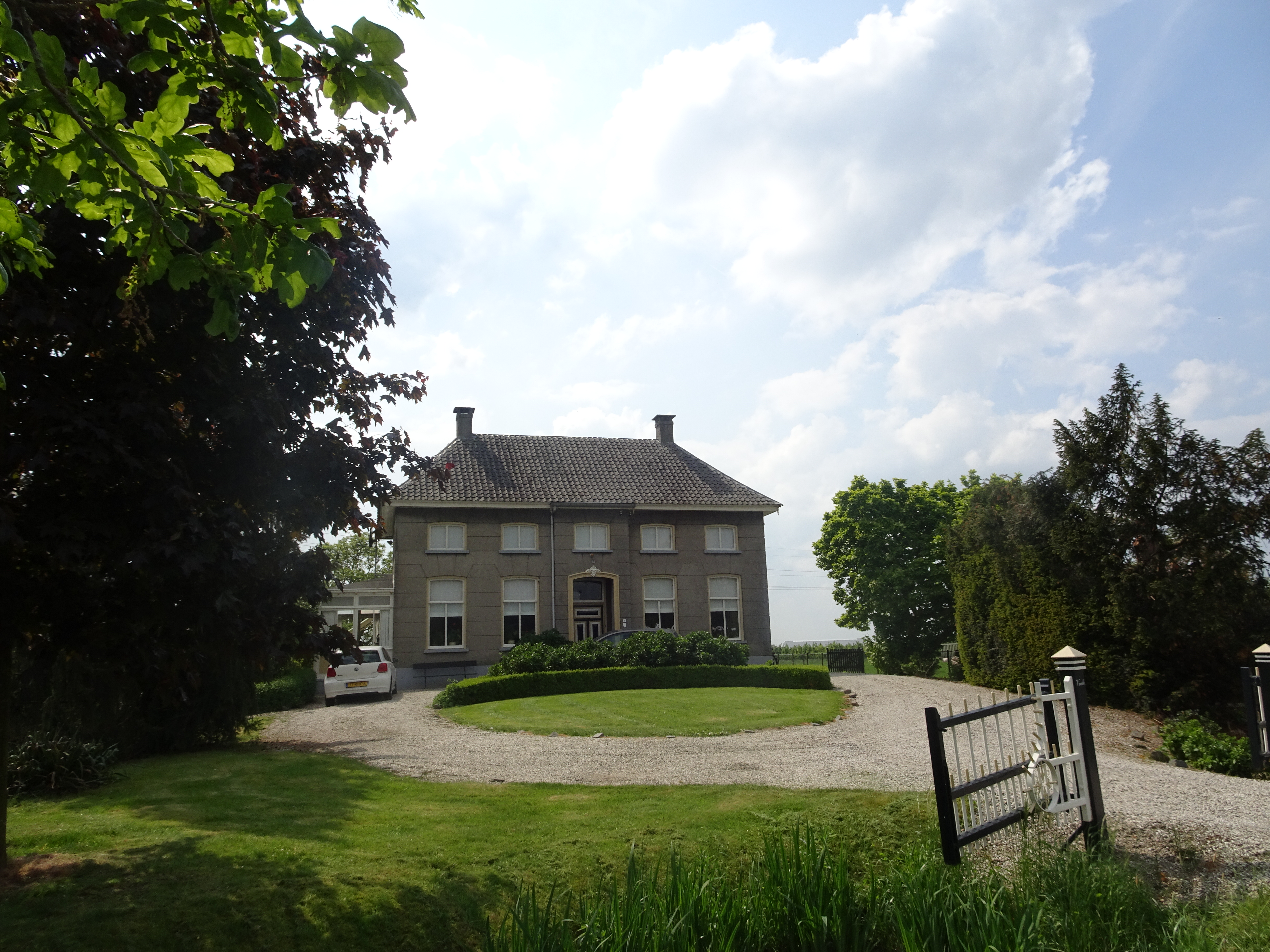
Ферма у Керк-Авезаті